# 角田久豊
角田 久豊（つのだ ひさとよ）は、備中浅尾藩の家老。
角田家は蒔田家譜代の重臣の家柄である。久豊は蒔田広運の時代から蒔田家の江戸家老として仕えた。広孝時代における1万石の高直しにおける江戸守備の功績において大きく貢献した功臣であり、元治元年（1864年）における禁門の変でも京都見廻役だった広孝を助けて長州藩の軍勢の撃退に貢献した。
明治4年（1871年）9月2日に死去した。享年70。